# Букине
Бу́кине —  село в Україні, у Оскільській сільській територіальній громаді Ізюмського району Харківської області. Населення становить 8 осіб. До 2017 орган місцевого самоврядування — Оскільська сільська рада.

## Географія
Село Букине знаходиться на відстані 2 км від місця впадання річки Оскіл в річку Сіверський Донець, за 5 км вище за течією річки Оскіл розташоване село Оскіл, на протилежному березі річки Сіверський Донець розташоване село Синичине. Навколо села великий лісовий масив (сосна). Через село проходить залізниця, станція Букине.

## Історія
- 1700 - дата заснування.
- 12 червня 2020 року, розпорядженням Кабінету Міністрів України № 725-р «Про визначення адміністративних центрів та затвердження територій територіальних громад Харківської області», увійшло до складу Оскільської сільської територіальної громади[1].
- 19 липня 2020 року, в результаті адміністративно-територіальної реформи та ліквідації Ізюмського району (1923—2020), село увійшло до складу новоутвореного Ізюмського району[2].

## Населення
Згідно з переписом УРСР 1989 року чисельність наявного населення села становила 17 осіб, з яких 7 чоловіків та 10 жінок.
За переписом населення України 2001 року в селі мешкали 3 особи. 100 % населення вказало своєю рідною мовою українську мову.